# Valentin Vladimirovič Korabel'nikov
Valentin Vladimirovič Korabel'nikov (Rasskazovo, 4 gennaio 1946) è un generale russo, conosciuto per essere stato per 12 anni direttore del GRU, l'intelligence militare sovietica e poi russa.

## Biografia
Korabel'nikov frequentò l'Istituto superiore di difesa aerea e antiaerea di Minsk, dove si laureò nel 1969, e completò in seguito anche l'Accademia militare Frunze nel 1974 e l'Accademia dello Stato maggiore nel 1988. Nel maggio del 1997 fu nominato direttore del Direttorato principale per l'informazione (GRU) dello Stato maggiore russo. Korabel'nikov aveva lavorato per l'agenzia per 20 anni prima di diventarne direttore. Con gli Spetsnaz impegnati in Cecenia fu diretto responsabile dell'operazione che portò all'eliminazione del leader ceceno Džochar Dudaev nel 1996. In alcune occasioni partecipò anche sul campo alle operazioni e fu ferito dai combattenti ceceni.
Nel luglio 1999 ricevette un encomio dal presidente Boris El'cin per il suo "significativo contributo alla stabilizzazione del conflitto in Kosovo". Fece anche parte della delegazione russa, guidata dal primo ministro Evgenij Maksimovič Primakov, che si incontrò con Slobodan Milošević durante l'Operazione Allied Force contro la Serbia. Il 24 aprile 2009 Dmitrij Medvedev destituì Korabel'nikov dalla direzione del GRU, sostituendolo con il generale Aleksandr Šljachturov.